# Poušť Strzeleckého
Poušť Strzeleckého (anglicky Strzelecki Desert) je poušť v Austrálii. Pokrývá oblast Dálného severu (Far North) Jižní Austrálie, Jihozápadního Queenslandu (South West Queensland) a západního území Nového Jižního Walesu (New South Wales). Nachází se na severovýchodě povodí Eyreova jezera (Lake Eyre Basin) a severně od Flindersova pohoří (Flinders Ranges). V povodí Eyreova jezera se nacházejí další dvě pouště – poušť Tirari a Simpsonova poušť.

## Původ názvu
Poušť pojmenoval Charles Sturt (1795–1869) po polském objeviteli, geologovi, humanistovi, ekologovi, šlechtici, vědci, podnikateli a filantropovi Pawlu Edmundu Strzeleckém (1797–1873).
Koncem roku 1845 byl Stuart prvním nedomorodým objevitelem v této oblasti. V roce 1861 po něm následovala nešťastná expedice Burke a Wills.

## Geografie, Fauna a flóra
Poušť pokrývá 80 250 km² a je sedmou největší pouští v Austrálii. Pouští prochází plot proti dingům (Dingo Fence), silnice Birdsville Track a Strzelecki Track, řeky Diamantina, Cooper Creek a Strzelecki Creek. Poušť se vyznačuje rozsáhlými dunovými poli a nachází se zde také tří oblasti divoké přírody.
Velká část pouště v Jižní Austrálii je pod ochranou regionální rezervace Strzelecki (Strzelecki Regional Reserve) a část východní oblasti v Novém Jižním Walesu je národním parkem Sturt (Sturt National Park).
V poušti žije populace ohrožené klokanomyši šeré (latinsky Notomys fuscus, anglicky dusky hopping mouse).
Část Strzelecké pouště mezi jezery Blanche a Callabonna nese název Cobbler Sandhills. Duny zde přecházejí v malé erodované pahorky a  vrcholky jsou pokryty většinou vegetací. Tato oblast představovala velké obtíže pro první pokusy o překročení pouště autem. Pojmenování má pocházet z počátku 19. století. Vztahovat se má údajně k ovcím, které se stříhly nejobtížněji, které se proto nechávaly nakonec v domění, že je ostříhá někdo jiný a kterým se říkalo „cobblers“.

## Galerie

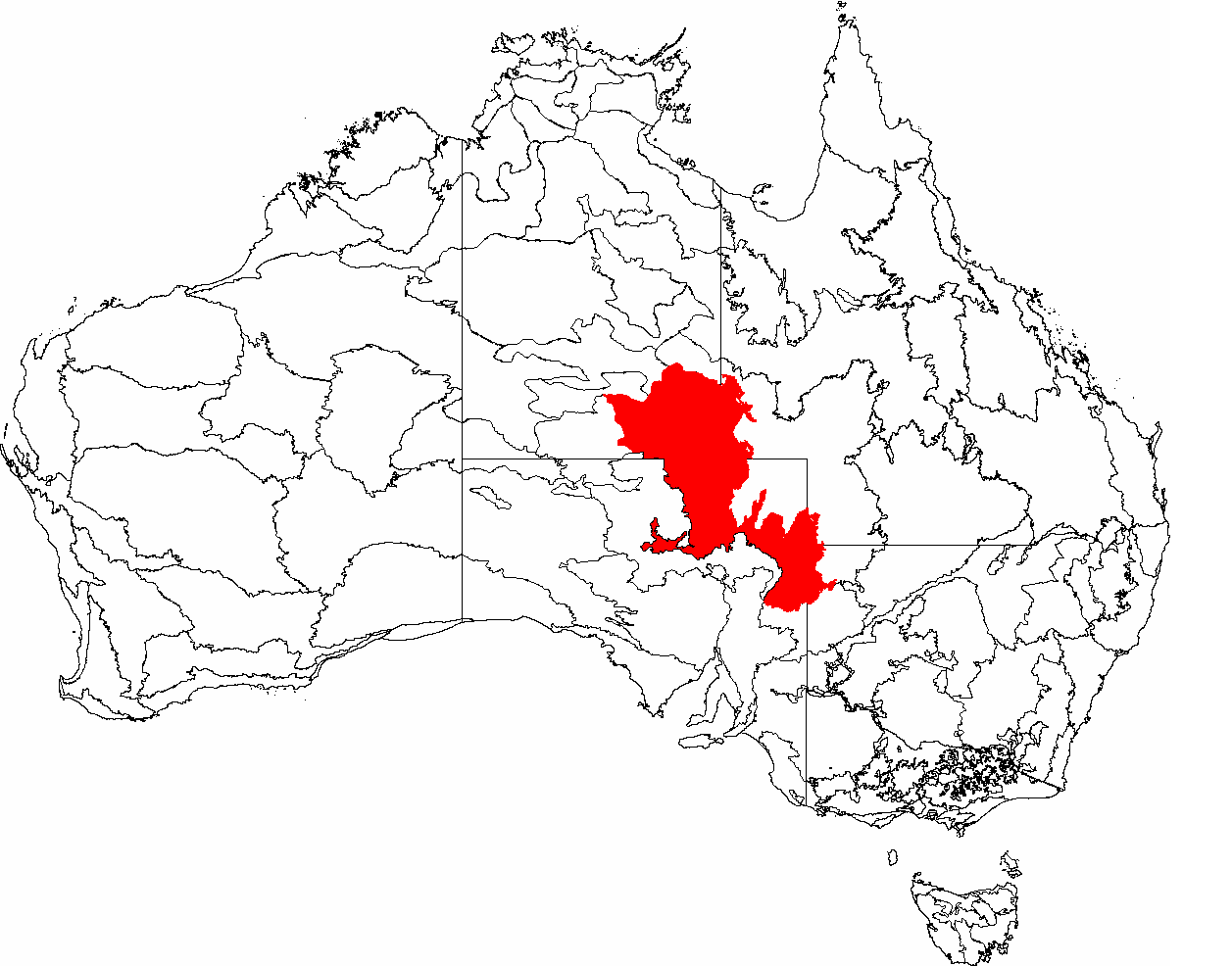
Na mapě Austrálie zobrazuje červená oblast vpravo dole Strzeleckého poušť, která je úzkým pruhem spojena se Simpsonovou pouští (vlevo nahoře)
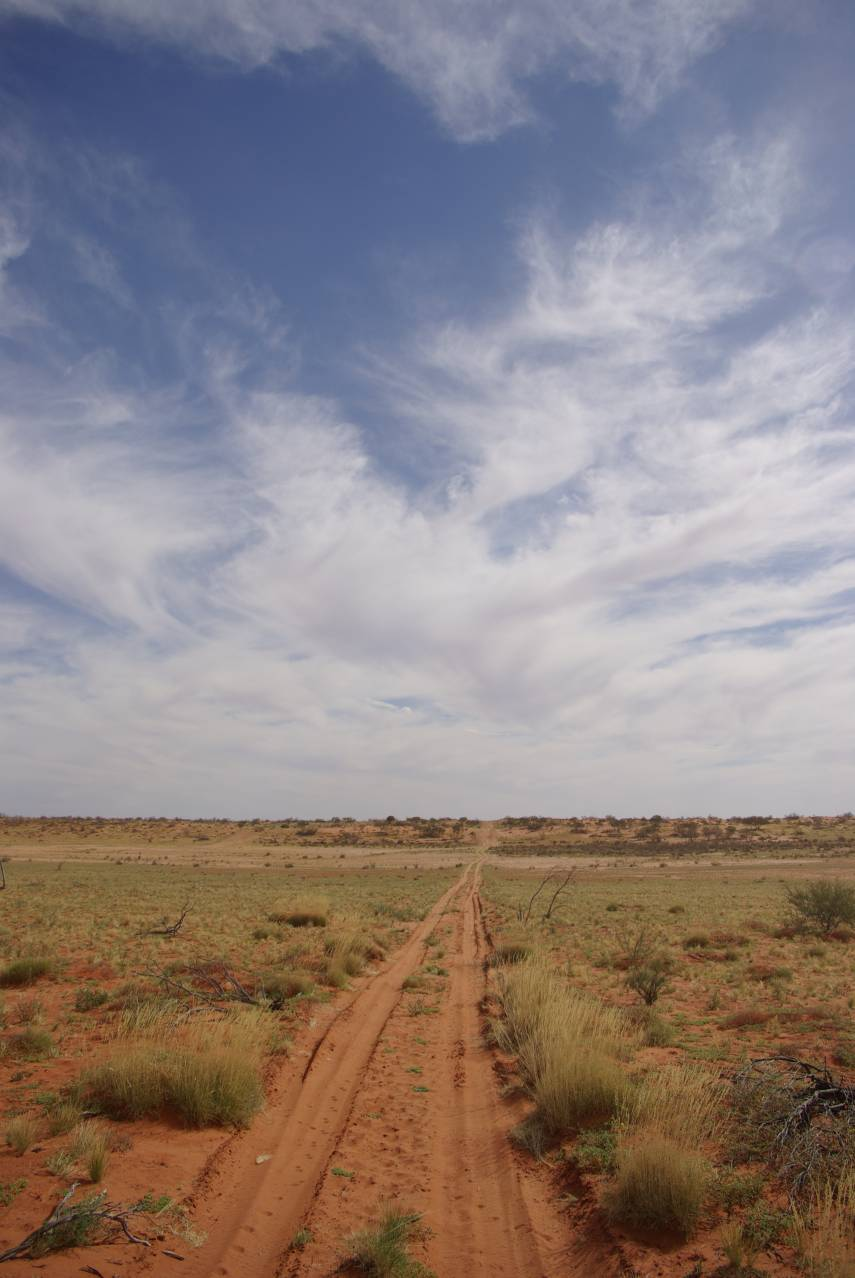
Silnice Bore Track ve Strzeleckého poušti
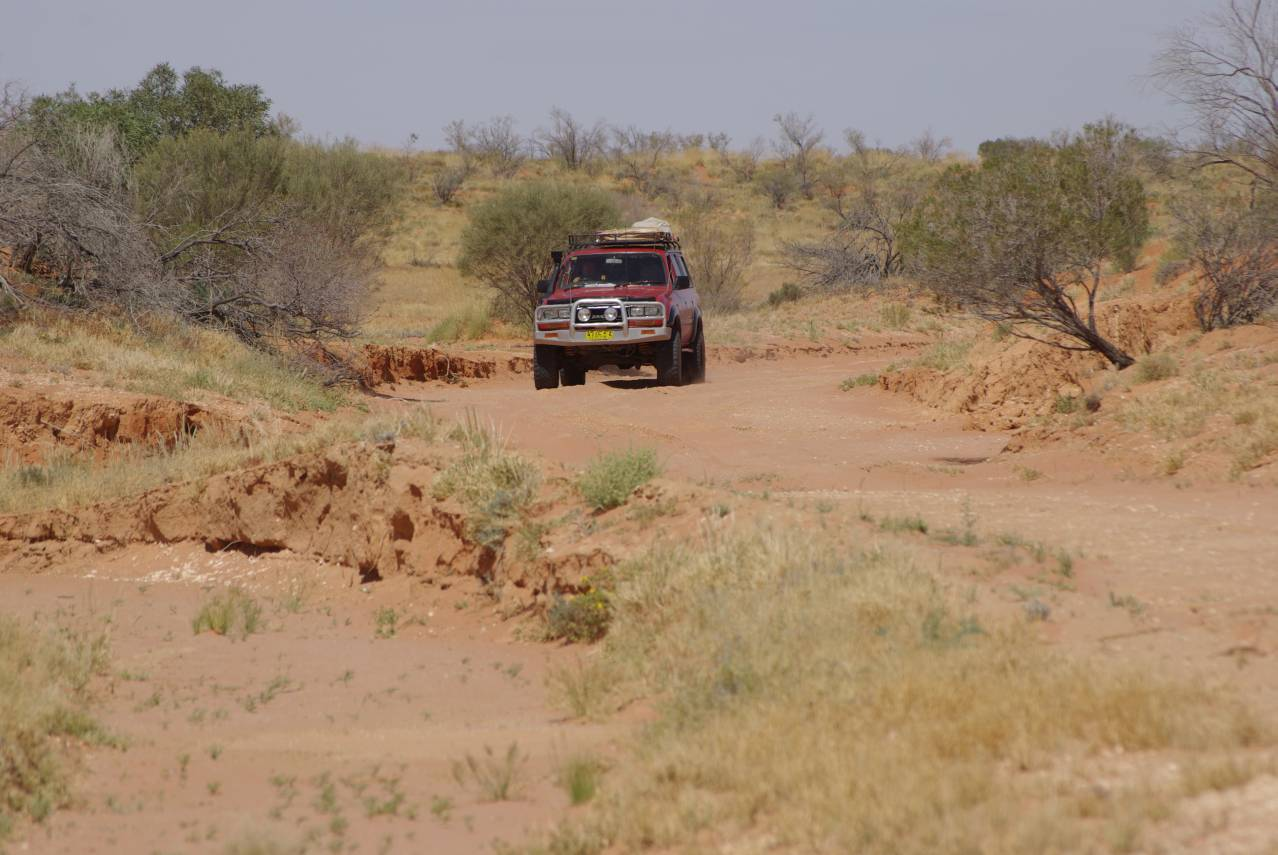
Jízda Jižní Austrálií Strzeleckého pouští po silnici Bore Track
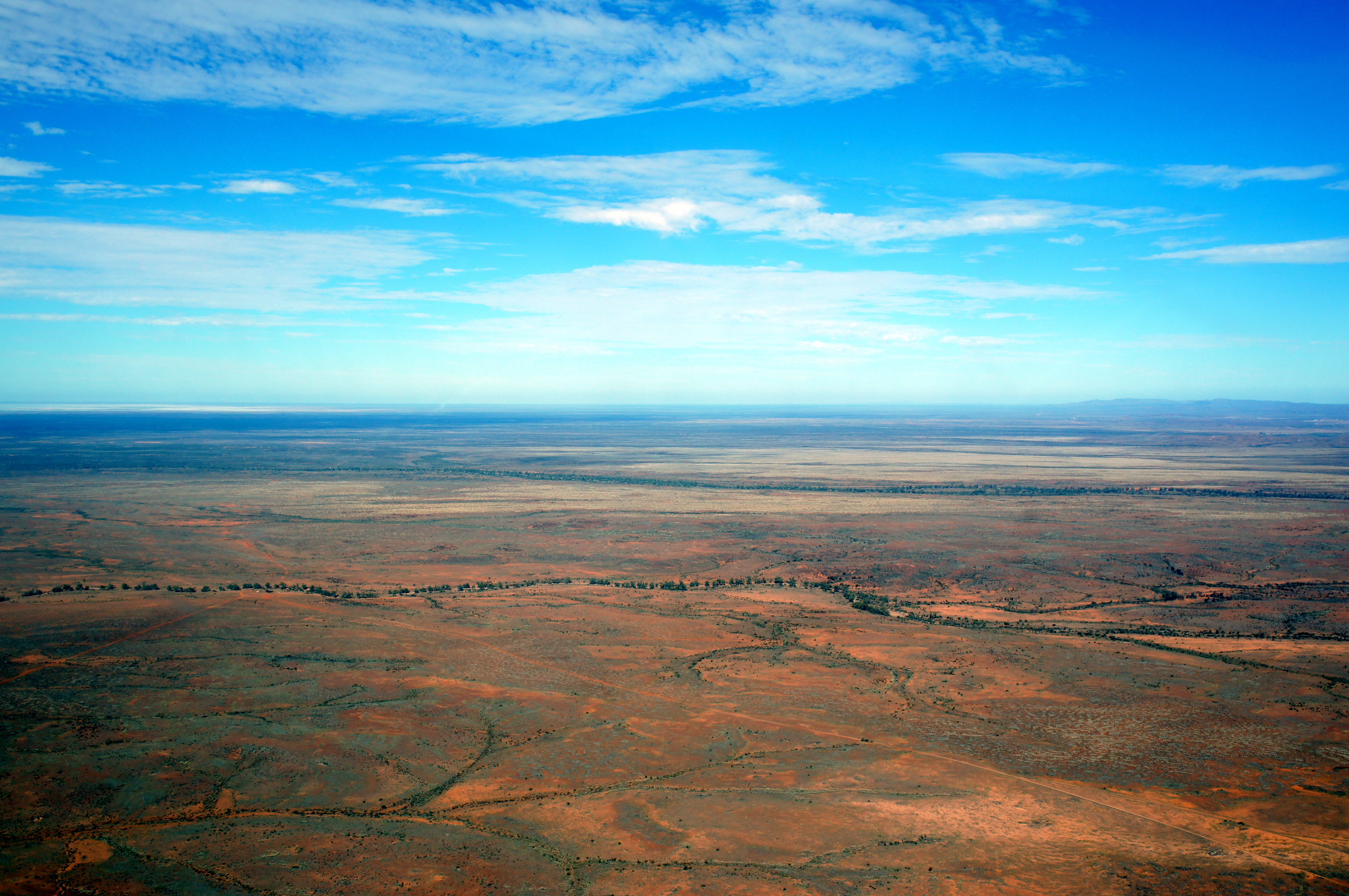
Poušť Strzeleckého v Jižní Austrálii – nejsušším státě Austrálie
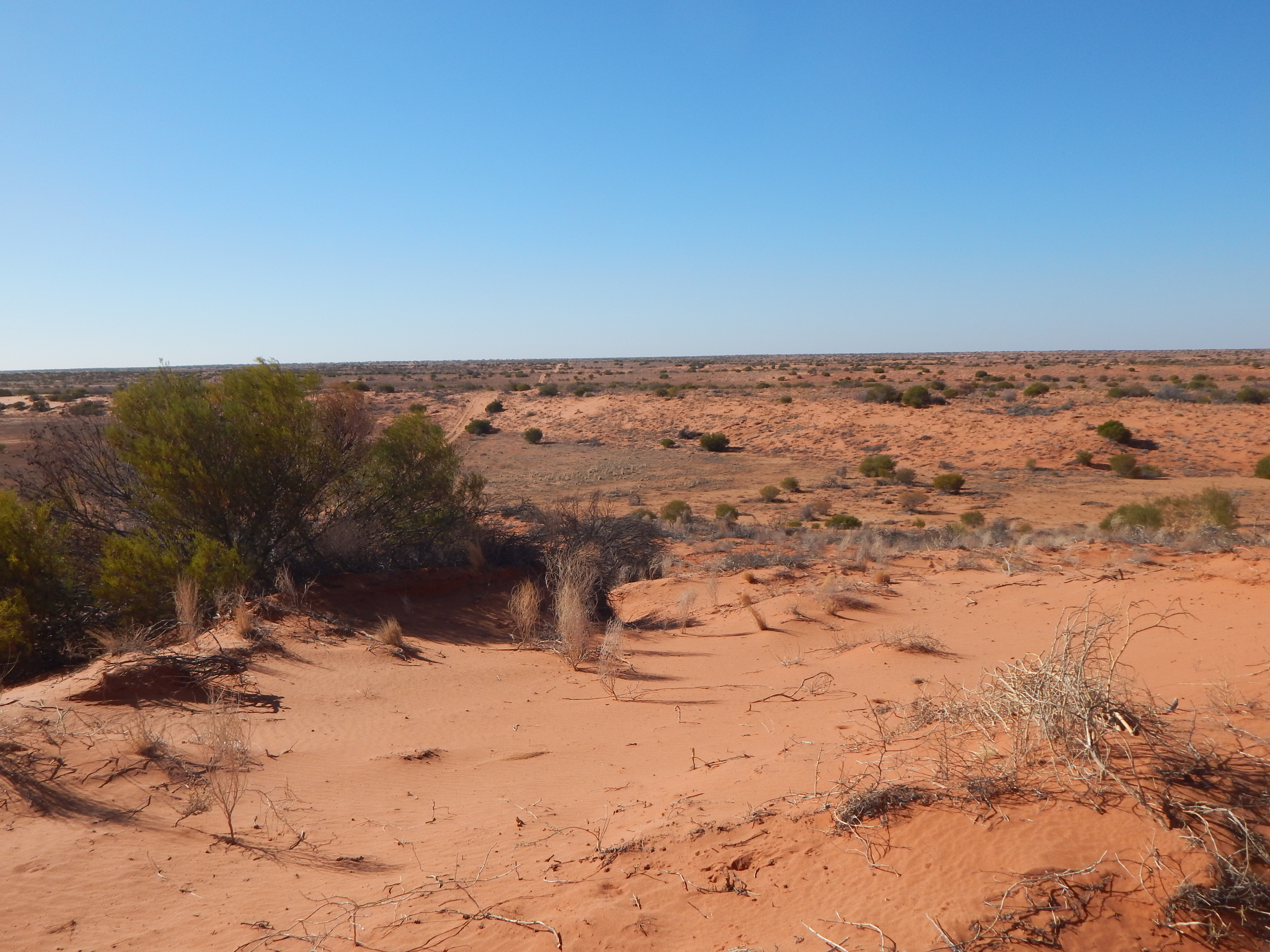
Strzeleckého poušť je biotop (prostředí), které preferuje klokanomyš šerá (latinsky Notomys fuscus). Foto: Mike Letnic
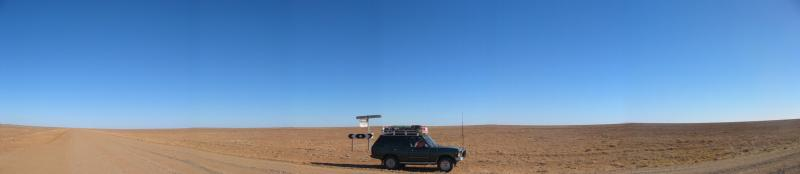
Strzeleckého poušť (2006)
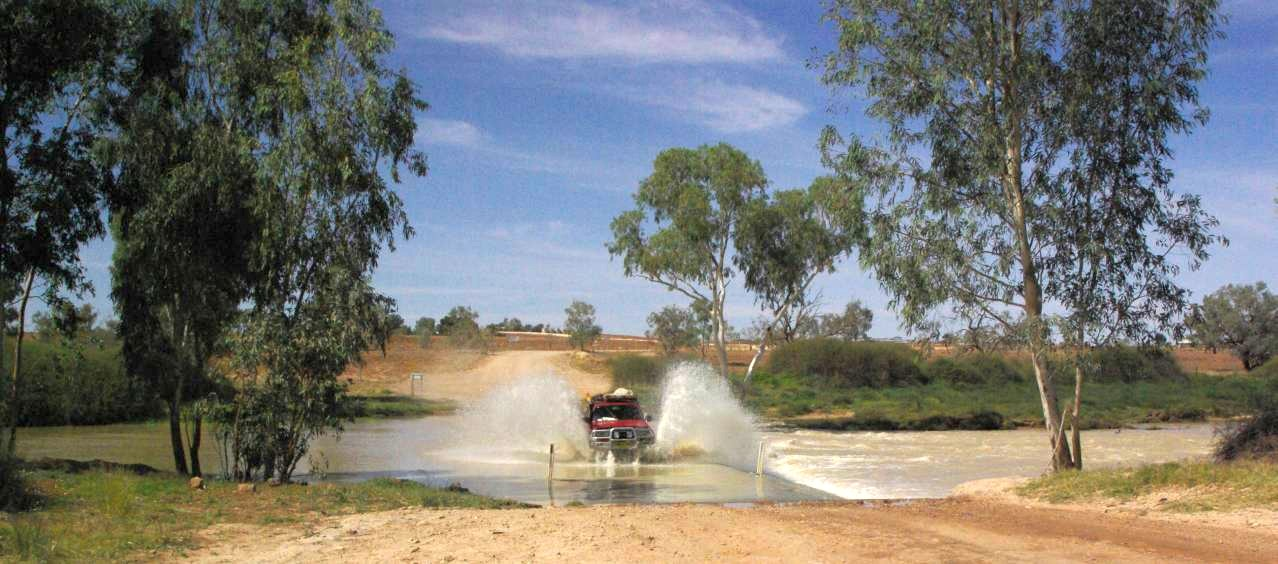
Překračování řeky Cooper Creek při jízdě po silnici Strzelecki Track v Innamince ve Strzeleckého poušti v Jižní Austrálii (2007)
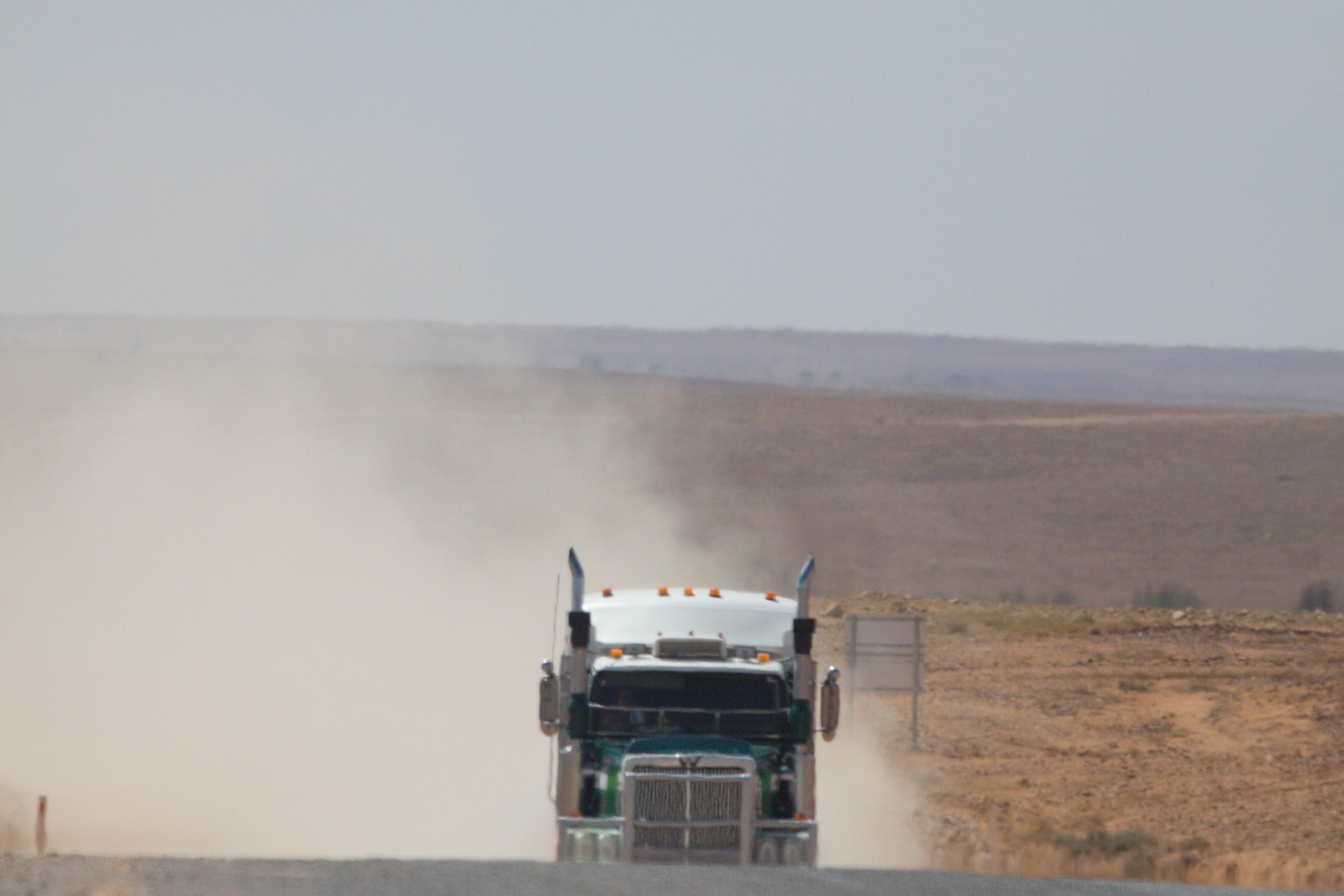
Kamion jedoucí po silnici Strzelecki Track v Jižní Austrálii (2009)
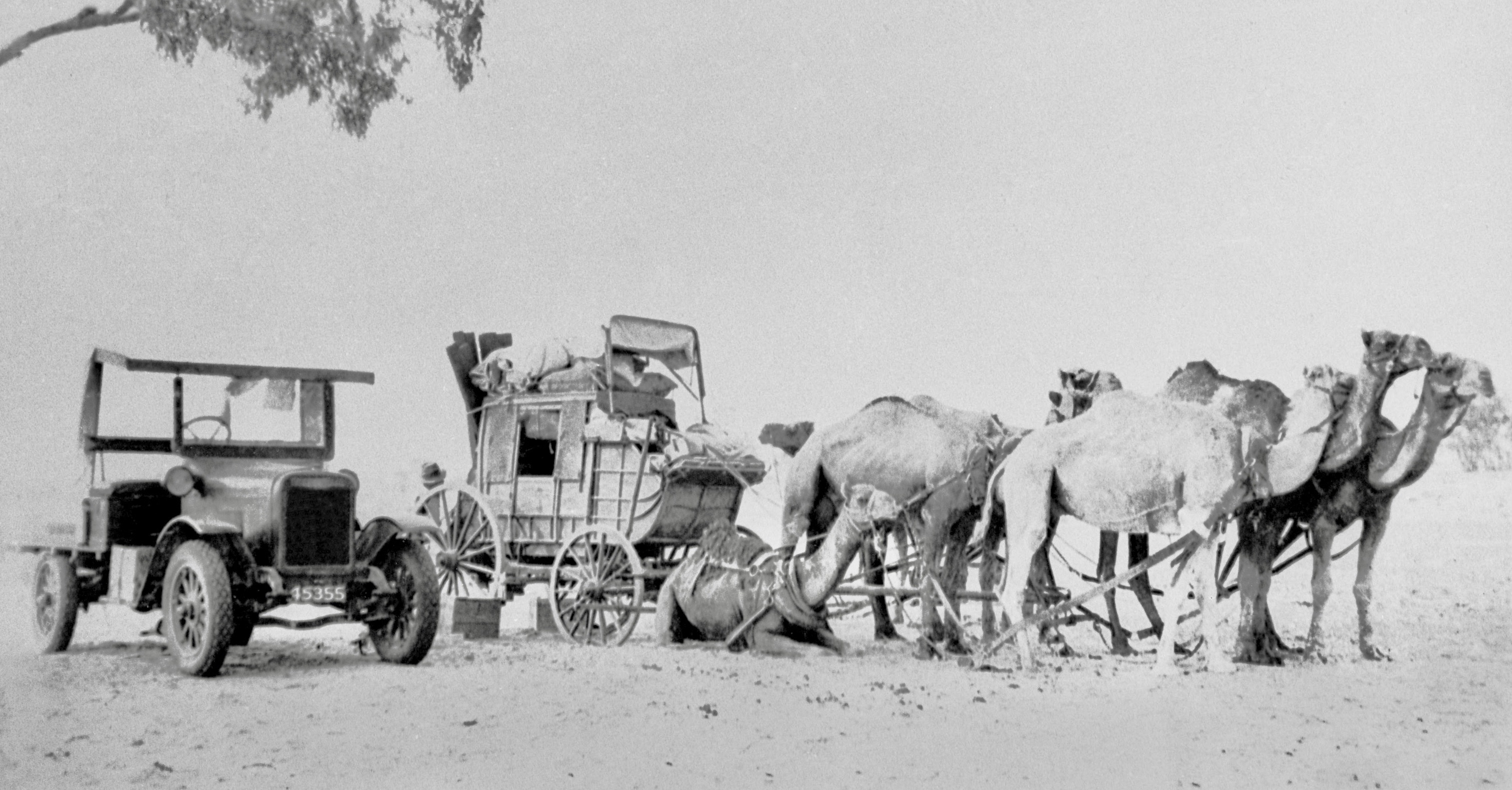
Překládání pošty z vozu taženého velbloudy na nákladní auto v Carraweeně na silnici Strzelecki Track v roce 1920. Caraweena se nacházela přibližně v polovině 475 km dlouhé cesty po Strzelecki Track, ve vnitrozemí Jižní Austrálie mezi Lyndhurstem (dříve Farinou) a Innaminckou. U jižního konce cesty se nacházely problematické písečné duny
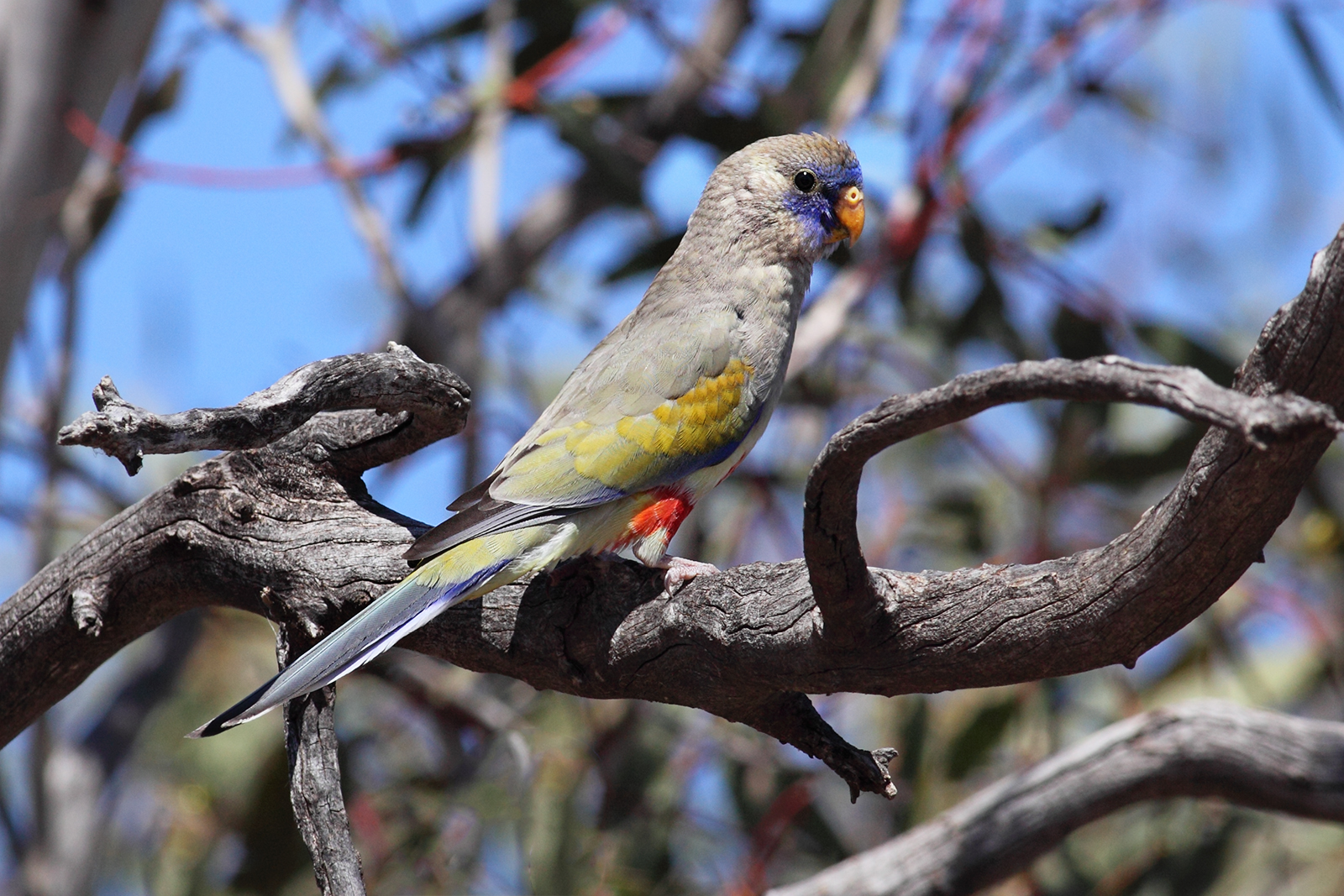
Rosela modrokřídlá (latinsky Northiella haematogaster, anglicky Eastern Bluebonnet) ve Strzeleckého poušti ve státě Jižní Austrálie v Austrálii
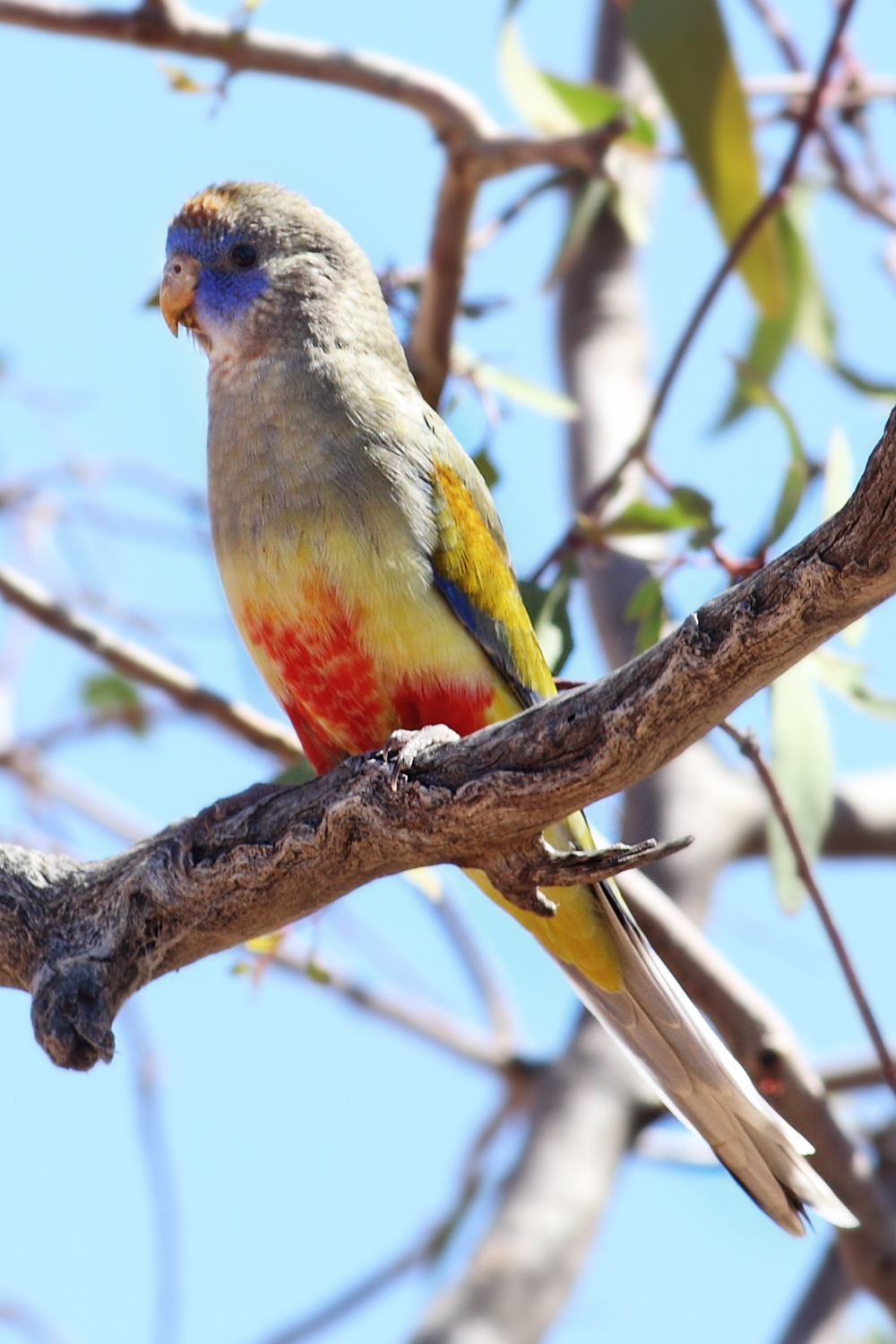
Papoušek rosela modrokřídlá (latinsky Northiella haematogaster, anglicky Eastern Bluebonnet) ve Strzeleckého poušti ve státě Jižní Austrálie v Austrálii